# 9814 Ivobenko
9814 Ivobenko (1998 UU18) là một tiểu hành tinh vành đai chính được phát hiện ngày 23 tháng 10 năm 1998 bởi K. Korlevic ở Visnjan.